# 宇部市立常盤中学校
宇部市立常盤中学校（うべしりつ ときわちゅうがっこう）は、山口県宇部市上野中町にある公立の中学校。

## 沿革
- 1947年5月 - 上宇部中学校として発足する。
- 1950年9月 - 校名を常盤中学校に変更。
- 1951年3月 - 校歌・校章を制定。
- 1952年8月 - 校舎・プールを竣工。
- 1960年3月 - 体育館を竣工する。
- 1960年9月 - 記念塔の除幕式を執り行う。
- 1989年12月 - コンピューターを設置する。
- 2007年4月 - 学び合い学習を開始。
- 2008年4月 - 「学びの創造事業」を開始。

## 歴代校長
| 歴代       | 就任年          | 氏名     |
| ---------- | --------------- | -------- |
| 初代       | 1947年 - 1951年 | 井上一夫 |
| 第二代     | 1951年 - 1953年 | 塚本太郎 |
| 第三代     | 1953年 - 1958年 | 上原緑   |
| 第四代     | 1958年 - 1960年 | 竹谷英文 |
| 第五代     | 1960年 - 1965年 | 中井勝   |
| 第六代     | 1965年 - 1967年 | 山本健史 |
| 第七代     | 1967年 - 1972年 | 三原清尭 |
| 第八代     | 1972年 - 1975年 | 荒瀬英男 |
| 第九代     | 1975年 - 1977年 | 田中茂夫 |
| 第十代     | 1977年 - 1981年 | 原田敏夫 |
| 第十一代   | 1981年 - 1989年 | 縄田恭平 |
| 第十三代   | 1989年 - 1992年 | 高村冶實 |
| 第十四代   | 1992年 - 1994年 | 井上元信 |
| 第十五代   | 1994年 - 1996年 | 鶴永幸夫 |
| 第十六代   | 1996年 - 2001年 | 加治英雄 |
| 第十七代   | 2001年 - 2004年 | 黒瀬康浩 |
| 第十八代   | 2004年 - 2006年 | 本池純   |
| 第十九代   | 2006年 - 2009年 | 白石千代 |
| 第二十代   | 2009年 - 2011年 | 松永明   |
| 第二十一代 | 2011年 -        | 國澤尚明 |

## 最寄駅
- JR宇部線東新川駅・草江駅

## 最寄り停留所
- 宇部市交通局 高専グランド前

## 著名な出身者
- 上本達之 - 野球選手（埼玉西武ライオンズ)
- 高松大樹 - サッカー選手（大分トリニータ）、元日本代表
- 冨田大介 - サッカー選手（ヴァンフォーレ甲府）
- 道重さゆみ - 元モーニング娘。